# Bataille de Shanggao
Guerre sino-japonaise (1937-1945),
Seconde Guerre mondiale
Batailles
Seconde Guerre mondiale : batailles de la Guerre sino-japonaise
- Incident du pont Marco-Polo
- Shanghai
- Taiyuan
- Xinkou
- Pingxingguan
- Taierzhuang
- Xuzhou
- Nankin
  - bataille
  - massacre
- lac Khassan
- Wuhan
- Nanchang
- Khalkhin Gol
- Suixian-Zaoyang
- Changsha (1re)
- Guangxi
- Henan
- Zaoyang-Yichang
- Cent Régiments
- Shanggao
- Sud-Shanxi
- Changsha (2e)
- Pacification du Mandchoukouo
- Changsha (3e)
- Hubei
- Changde
- Ichi-Go
- Changsha (4e)
- Guilin-Liuzhou
- Reconquête chinoise

Guerre du Pacifique
Front d'Europe de l'ouest
Front d'Europe de l'est
Campagnes d'Afrique, du Moyen-Orient et de Méditerranée
Bataille de l'Atlantique
Théâtre américain
La bataille de Shanggao opposa en 1941, l'Armée nationale révolutionnaire chinoise et l'Armée impériale japonaise pendant la guerre sino-japonaise.
L'offensive japonaise sur Zaoyang et Yichang, l'année précédente, n'avait pas réussi à mettre les troupes chinoises hors de combat, ni à abattre le gouvernement du Kuomintang. Les Japonais, souhaitant mettre un terme à la résistance des troupes nationalistes du Kuomintang dans le Hunan, le Jiangxi et le long du Yangtsé et dégager la route vers Changsha, bastion chinois qu'ils avaient échoué à prendre, attaquèrent Shanggao sur trois lignes différentes. Les nationalistes parvinrent cependant à couper en deux les lignes de défense japonaises, contraignant l'ennemi à appeler en renfort des troupes du Wuhan et lui infligeant des pertes importantes. La victoire des forces chinoises fut néanmoins assombrie par leur défaite dans le sud-Shanxi.